# Ровжі
Ровжі́ — село в Україні, у Вишгородському районі Київської області. Населення становить 37 осіб (2001). Орган місцевого самоврядування — Пірнівська сільська рада.
| Україна | Це незавершена стаття з географії України. Ви можете допомогти проєкту, виправивши або дописавши її. |